# Tomas Lundgren
Tomas Lundgren, född 1985, är en svensk konstnär. Han är utbildad vid Akademin Valand och är baserad i Göteborg. Lundgren har specialiserat sig på att måla i gråskala utifrån porträttfotografier från tidigt 1900-tal, där suddighet, fingeravtryck och skador på fotografierna framträder i målningen.
I samband med separatutställningen Reenact 2017 jämförde Joanna Persman på Svenska Dagbladet Lundgrens projekt med den norska konstnären Anne-Karin Furunes. Persman berömde Lundgrens tekniska färdighet, men skrev att hans verk har "svårare att ta sig in i det mänskliga psykets svåråtkomliga vrår". Leif Mattsson på Omkonst skrev att Lundgrens fokus på yta "framstår både som en styrka och en svaghet", och att han lutar åt att tolka Lundgrens verk som "en ren teknisk uppvisning i grafisk rytmik", snarare än "målande beskrivningar av mänskligt medvetande".
Lundgren tilldelades Fredrik Roos stipendium 2014 och Beckers konstnärsstipendium 2016. Lundgren finns representerad vid bland annat Göteborgs konstmuseum.